# Psykos
Psykos è un album in studio collaborativo dei musicisti svedesi Yung Lean e Bladee, pubblicato nel 2024.

## Tracce
Testi e musiche di Jonatan Leandoer, Benjamin Reichwald, Benjamin Keating e Lucio Westmoreland..
1. Coda – 2:35
2. Ghosts – 3:00
3. Golden God – 2:16
4. Still – 3:37
5. Sold Out – 2:16
6. Hanging from the Bridge – 3:07
7. Enemy – 2:51
8. Things Happen – 2:34